# Italo-greci

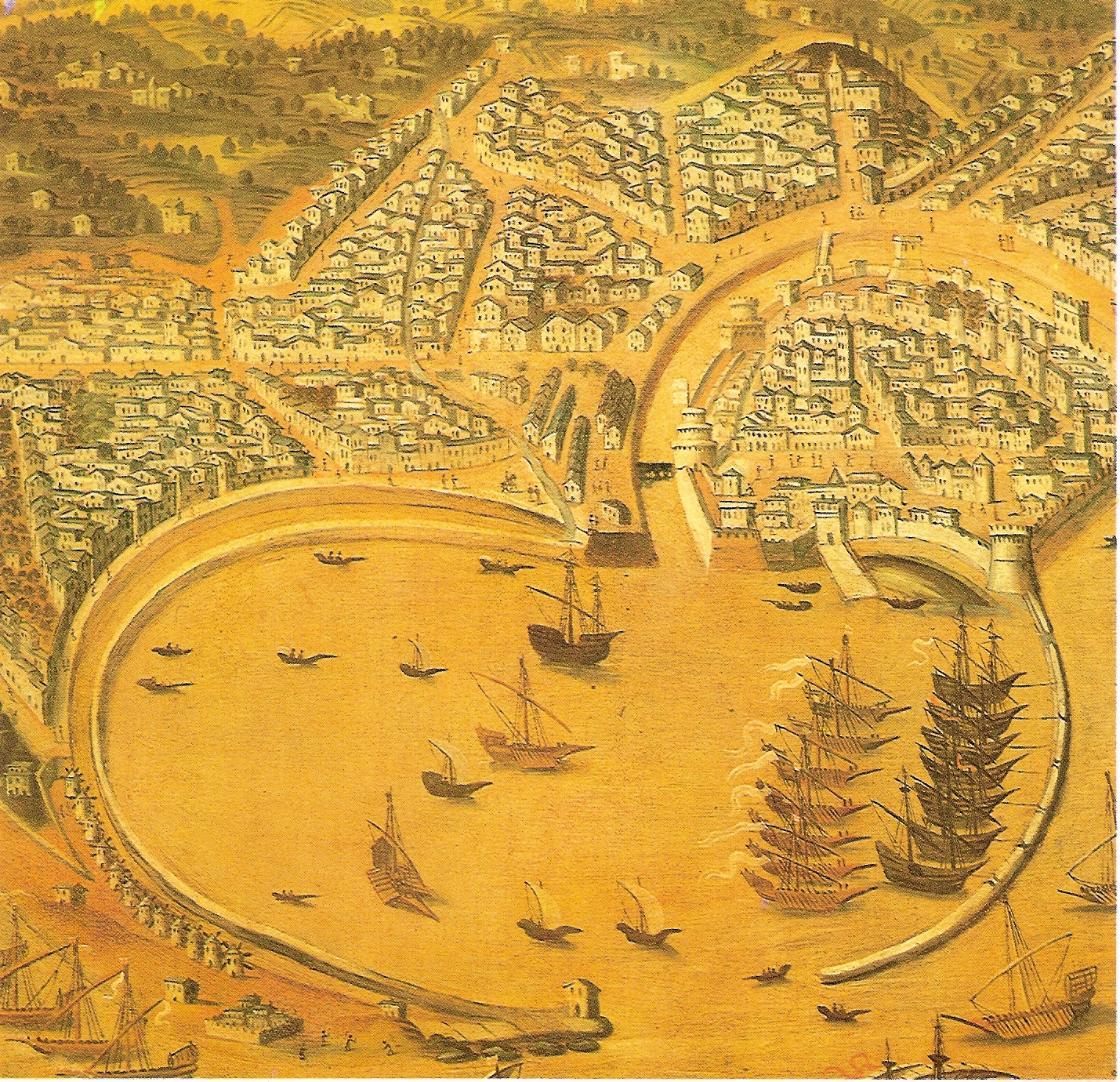
Dipinto del XVI secolo della colonia genovese dell'isola di Chio (Grecia)

Gli Italo-greci sono stati i membri di una comunità d'origine italiana, più volte rinnovata, insediata nella penisola elladica e nelle isole egee sin dai tempi delle Crociate e delle Repubbliche Marinare italiane; successivamente composta da militari, commercianti, esuli o semplici emigranti, in conseguenza delle guerre che coinvolsero l'Italia nella prima metà del ‘900 nei paesi balcanici e medio orientali.
La loro caratteristica principale fu quella di professare la fede cattolica pur vivendo in un paese prevalentemente ortodosso ed aver in molti casi adottato anche la koinè greca come lingua. Non mancano, tuttavia, gli italo-greci di religione ebraica.

## Storia

### La colonizzazione veneziana e genovese in oriente
La Repubblica di Genova e la Repubblica di Venezia crearono numerose colonie nell'Egeo, in particolare a Chios, Tinos, Syra, Naxos, come pure a Santorini e nelle Isole Ionie. Numerose famiglie genovesi e veneziane, ma anche pisane e fiorentine e di altre parti della penisola, si stabilirono in tali centri, in epoche differenti, soprattutto per commerciare con l'Impero bizantino e l'oriente. Le due repubbliche marinare mantennero il possesso di tali colonie sino alla conquista ottomana, che avvenne in momenti diversi, ma che fu sostanzialmente generalizzata. Le veneziane Syra e Naxos furono conquistate dai turchi nel 1537; la genovese Chio cadde nel 1566 (pur "beneficiando" di una permanenza genovese sino al XIX secolo); la veneziana Tinos cadde nel 1715.
Tuttavia, dopo la conquista ottomana, questi coloni e commercianti riuscirono ad ottenere dai Sultani turchi i privilegi derivanti dalle "Capitolazioni", che li arricchirono commercialmente nei secoli successivi e li salvaguardarono come comunità, formando un'unica entità con i connazionali della Turchia continentale, detti Italo-levantini.
Al fine di beneficiare di tale status di privilegio, le famiglie levantine curavano la conservazione di documenti notarili attestanti le loro origini e la loro cittadinanza. Ciò ha consentito a molti studiosi di ricostruirne la genealogia.
Nel 1681 l'Abate di Burgo censì le antiche famiglie genovesi di Chios. Ecco l'elenco, tratto dal libro "Viaggio di cinque anni" pubblicato nel 1686 nelle stampe dell'Agnelli (in Milano): Alessi, Argiroffi, Balzarini, Barbarini, Banti, Balli, Baselischi, Bavastrello, Borboni, Bressiani, Brissi, Calamata, Cametti, Caravi, Casanova, Castelli, Compiano, Condostavli, Coressi, Corpi, Damalà, D'Andria, Dapei, De Campi, Della Rocca, De Marchi, De Portu, Devia, Domestici, Doria, Facci, Filippucci, Fornetti, Frandalisti, Galiani, Gambiacco, Garchi, Garetti, Garpa, Giudici, Giustiniani, Giavanini, Graziani, Grimaldi, Leoni, Longhi, Machetti, Macripodi, Mainetti, Maloni, Mamabri, Marcopoli, Marneri, Moscardito, Massimi, Montarussi, Motacotti, Moroni, Ottaviani, Parodi, Pascarini, Pigri, Pisani, Portofino, Pretti, Ralli, Rastelli, Recanelli, Rendi, Reponti, Remoti, Rochi, Rubei, Salvago, Sangallo, Serini, Serra, Soffetti, Spinola, Stella, Testa, Timoni, Tubini, Valaperghi, Vegetti, Velati, Vernati, Viviani. Altri elenchi, e relativi censimenti sino a tutto il XVIII secolo sono riportati da Willy Sperco, nel volume in nota citato.

### Venezia nelle Isole Ionie
Né più mai toccherò le sacre sponde
ove il mio corpo fanciulletto giacque,

Zacinto mia, che te specchi nell'onde

del greco mar da cui vergine nacque
Venere, e fea quelle isole feconde

col suo primo sorriso, onde non tacque

le tue limpide nubi e le tue fronde

l'inclito verso di colui che l'acque
cantò fatali, ed il diverso esiglio

per cui bello di fama e di sventura

baciò la sua petrosa Itaca Ulisse.
Tu non altro che il canto avrai del figlio,

o materna mia terra; a noi prescrisse

il fato illacrimata sepoltura.
Verso la metà del XV secolo, le sette Isole Ionie principali (Corfù, Passo, Itaca, Cefalonia, Santa Maura, Zante e Cerigo), al pari delle isole minori di Antipasso e Cerigotto e delle exclave di Parga, Prevesa e Vonizza sulla terraferma, erano finite sotto controllo della Repubblica di Venezia, e anche nei secoli successivi erano rimaste l'unica parte della Grecia a non essere caduta sotto dominio turco.
Zante dette i natali al poeta Ugo Foscolo, che gli dedicò il sonetto "A Zacinto".
Quando nel 1797 il trattato di Campoformio sancì la fine della Repubblica di San Marco ed il passaggio della Dalmazia all'Impero austriaco, le Isole Ionie furono cedute alla Francia che le occupò militarmente e distrusse i simboli del potere oligarchico veneziano, come il Libro d'Oro con l'elencazione delle famiglie aristocratiche, nonché vari stemmi.
Un velleitario tentativo di occupazione dell'Isola di Corfù fu compiuto da Mussolini nel 1923, con esito negativo.

### L'Indipendenza della Grecia

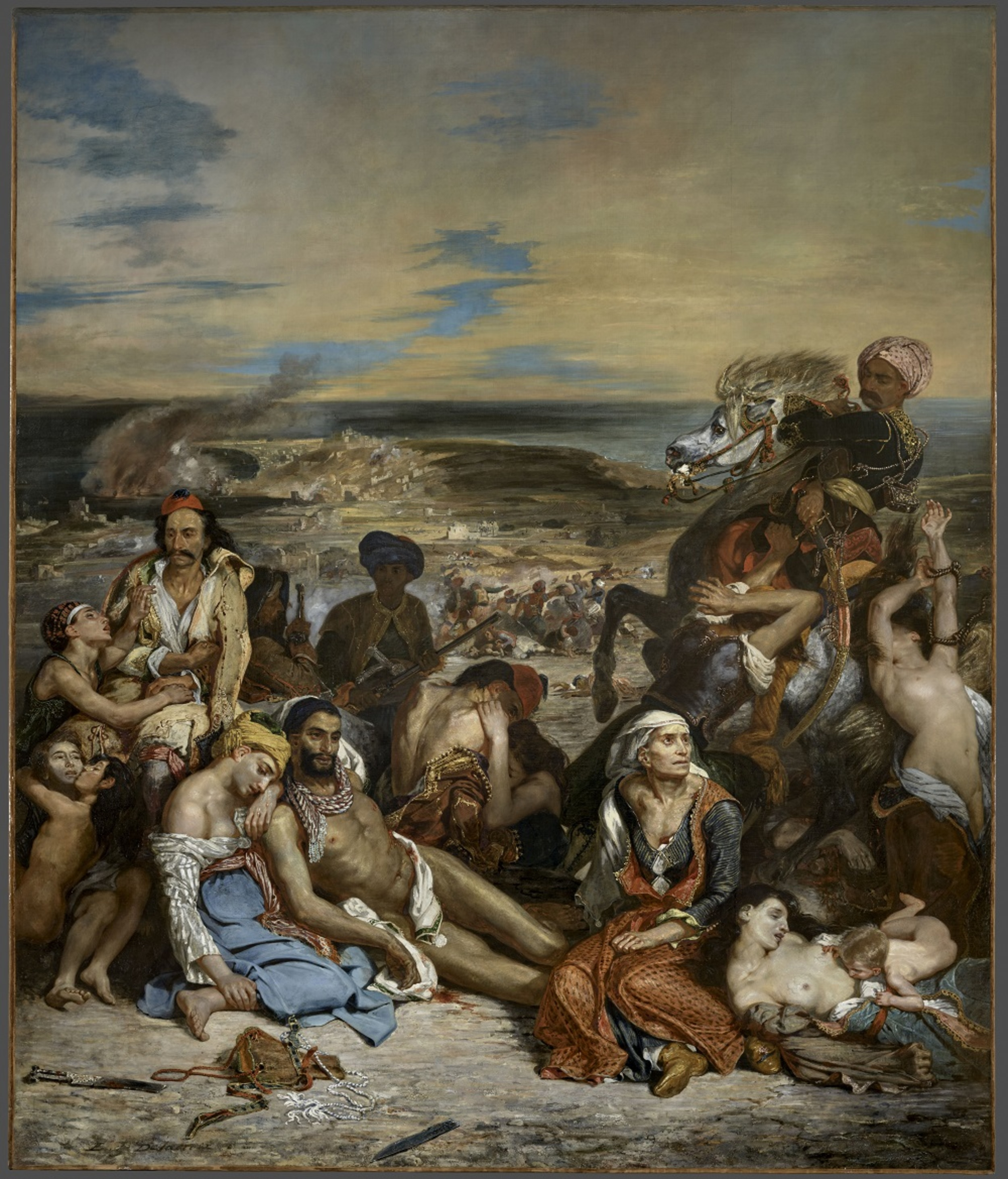
Il massacro di Scio, di Eugène Delacroix

Con la caduta della Repubblica di Venezia (1797) e della Repubblica di Genova (1802) agli Italo-greci originari delle due antiche repubbliche fu attribuita la cittadinanza, rispettivamente, dell'Impero d'Austria (Regno Lombardo-Veneto) e del Regno di Sardegna.
Nel 1821 i Greci insorsero contro l'occupazione turca e numerosi Italiani accorsero spontaneamente tra i primi in soccorso del popolo greco: un esempio tra tutti Santorre di Santarosa, che morirà combattendo all'isola di Sfacteria.
Anche la numerosa comunità di origine genovese (e in parte veneziana) di Chios appoggiò il moto indipendentistico greco. La reazione dell'esercito ottomano non tardò ad arrivare: dopo un furioso assedio, i Turchi ripresero rapidamente il controllo dell'isola e nell'aprile 1822 un quarto dei 30.000 abitanti fu sterminato; fu inoltre instaurato un regime di terrore e interdetto il culto della religione cattolica per svariati anni. Ne conseguì il trasferimento della quasi totalità degli oriundi genovesi o veneziani superstiti nella vicina e più tollerante Smirne o la loro emigrazione all'estero.
Il fenomeno si estese a tutti gli Italo-greci delle altre isole e della penisola elladica in quanto, una volta riconosciuta l'indipendenza della Grecia (1834), il Governo ellenico decise di assoggettare alla propria giurisdizione tutti i reati di diritto comune, da chiunque commessi, attribuendosi così la competenza a giudicare anche i cittadini stranieri. Di conseguenza, da tale data, il regime delle “capitolazioni” rimase solo in quella parte della Grecia ancora sotto il dominio ottomano, con la conseguente emigrazione pressoché totale delle antiche famiglie “latine” verso i territori ancora in mano all'Impero Ottomano o all'estero.

### Ebrei italiani a Salonicco
Dopo l'indipendenza greca, l'unica comunità di origine italiana di un certo rilievo, nell'attuale territorio greco, fu quella esistente in ambito ebraico a Salonicco, che dipendeva ancora dall'Impero Ottomano. Dopo l'espulsione degli ebrei dalla Spagna nel 1492, infatti, Salonicco era progressivamente divenuta un luogo d'accoglienza per i numerosi ebrei sefarditi, sia direttamente, sia attraverso il transito dall'Italia del sud, che – per reazione - adottò ulteriori provvedimenti di espulsione. L'Impero ottomano, che già controllava la città greca, al contrario, concedeva protezione ai cristiani e agli ebrei, purché sottomessi allo status di dhimmi, seguendo la legislazione musulmana sulle "Genti del Libro" (in arabo Ahl al-Kitab).
Nei secoli successivi erano giunti a Salonicco ebrei calabresi, veneziani, pugliesi, e napoletani. Nel 1519 gli ebrei – italiani compresi - formavano complessivamente il 56% degli abitanti di Salonicco e nel 1613 il 68%.
Nella seconda metà del XIX secolo, la religione ebraica a Salonicco conobbe una vera rinascita, proprio grazie all'azione degli ebrei provenienti dai paesi cattolici ed in particolare da Livorno. Livornesi erano gli Allatini, cioè la punta di diamante dell'imprenditoria ebraica della città, che impiantarono diverse attività su scala industriale, mulini e altre industrie alimentari, mattonifici e manifatture del tabacco.
Il campo d'azione dell'imprenditore livornese Mosè Allatini, appartenente alla Haskalah ebraica fu invece principalmente dedicato all'educazione. Nel 1862 Allatini spinse il proprio cognato Salomon Fernandez a fondare una scuola italiana, grazie ad una donazione del Regno d'Italia.

### Rapporti italo-greci dopo l'Unità d'Italia
I rapporti tra le due Nazioni proseguirono nella seconda parte dell'Ottocento e si formarono nuove comunità; lo testimoniano i numerosi quotidiani e italiani stampati in Grecia a partire dal 1870 e la fondazione della scuola italiana presente ad Atene da circa il 1880.
Un prestigioso rappresentante della comunità italo-greca fu Giorgio de Chirico, nato a Volos nel 1888 da un'agiata famiglia italiana: il padre Evaristo, ingegnere siciliano delle ferrovie, fu tra i principali realizzatori della prima rete ferroviaria in Bulgaria ed in Grecia; la madre Gemma Cervetto apparteneva alla buona borghesia genovese. Nel 1891 ad Atene nacque il fratello Andrea Alberto, che assumerà dal 1914 lo pseudonimo di Alberto Savinio per la sua attività di musicista, letterato e pittore.
Alla fine del secolo, l'ing. Giuseppe Rivabella, nato ad Alessandria ma residente ad Atene, intraprese lavori stradali nell'isola greca di Samo e per il porto di Vathy. Il suo nome è rimasto a Samo nel «Ponte Trivabella», da lui costruito, ma anche nel linguaggio popolare per indicare un'opera di grande ingegno. Nel 1896, Rivabella fu l'unico atleta a difendere i colori italiani (nel tiro con la carabina) alle prime Olimpiadi moderne tenutesi ad Atene. Nel 1900, a seguito dell'insurrezione di Creta dal dominio turco, l'Italia inviò un corpo di spedizione di Carabinieri in missione di pace ante litteram.
Un'altra presenza italiana in Grecia si costituì con la Scuola Archeologica Italiana di Atene, fondata nel 1909 per favorire l'alta formazione dei funzionari delle Soprintendenze archeologiche italiane e come centro di coordinamento delle Missioni italiane in Grecia (Scavi di Festo).
Volontari internazionalisti e giovani studenti universitari, con a capo Ricciotti Garibaldi e Amilcare Cipriani, sbarcarono clandestinamente in Grecia per partecipare alla guerra greco-turca del 1912. I Garibaldini combatterono insieme ai greci a Patrasso e di seguito a Domokos nella Tessaglia dove però furono costretti alla ritirata dai Turchi. Molti volontari vi si stabilirono definitivamente.

### La presenza italiana nel Dodecaneso (1912-1943)
Durante la guerra italo-turca culminata nell'occupazione della Libia, l'Italia occupò anche dodici isole greche del mare Egeo (Dodecanneso), all'epoca sotto il dominio turco.
Il 26 aprile 1912 venne occupata Stampalia, il 12 maggio Scarpanto, Caso, Piscopi, Nisiro, Calino, Lero, Patmo, Coo, Simi e Calchi; il 4 maggio vennero sbarcate truppe su Rodi, che venne completamente occupata il 16 maggio.
Con il Trattato di Ouchy (18 ottobre 1912) l'Italia ottenne il possesso temporaneo delle isole del Dodecaneso. Nel 1920-21, le isole accolsero i profughi Italo-levantini in fuga da Smirne, incendiata e saccheggiata dall'esercito rivoluzionario turco.
Con il Trattato di Losanna del 1923 Kemal Atatürk riconobbe ufficialmente la sovranità italiana sulla Libia e sul Dodecaneso; il primo governatore, il savonese Mario Lago s'insediò il 16 novembre 1922. Dal 1926 le isole vennero trasformate in "Governo delle Isole italiane dell'Egeo", denominazione che divenne ufficiale nel 1930.
Le Isole italiane dell'Egeo ebbero un notevole sviluppo economico negli anni trenta, grazie al governatore Mario Lago che fu apprezzato dalle comunità greche, turche ed ebree dell'isola dando al Dodecaneso un cosiddetto "periodo d'oro" tra il 1923 ed il 1936. In seguito tale periodo fu seguito dall'emanazione da parte del nuovo governatore Cesare Maria De Vecchi di misure eccessivamente fasciste tendenti all'italianizzazione forzata del Dodecaneso.
Le tracce della presenza italiana sono ancora visibili in molti edifici, tra i quali ad esempio:
- l'ex Grande Albergo delle Rose, oggi Grande albergo delle Rose Casinò Rodos, costruito da Florestano Di Fausto e Michele Platania tra il 1925 e il 1927, che unisce elementi dell'architettura tipica coloniale dell'oriente e elementi decò
- l'ex Casa del Fascio di Rodi realizzata tra il 1936 e il 1939, ora sede del municipio
- l'ex chiesa cattolica di S. Giovanni, oggi ortodossa, dell'Annunciazione (Evangelismós) costruita tra il 1924 e il 1925 da Rodolfo Petracco, che ricostruisce l'ipotetica chiesa dei Cavalieri di San Giovanni
- le Terme di Calitea vicine a Rodi, inaugurate nel luglio 1929, in disuso
- l'ex Teatro Puccini oggi Teatro Nazionale inaugurato il 1º agosto 1937, che conteneva 1200 spettatori
- l'ex Villaggio rurale San Benedetto oggi Kolymbia costruito tra il 1935 e il 1938 con la scuola, la chiesa, la casa del fascio, la caserma e le case allineate verso il mare; è un ricovero per anziani
- l'ex Palazzo del Governo costruito nel 1926-27, sede del governatore del Dodecaneso, che ospitava gli uffici governativi, l'ufficio del turismo, ispirato al gotico veneziano con mobili in stile, lampadari di Murano e pavimenti in maiolica; è sede della prefettura del Dodecaneso (la ristrutturazione si è conclusa da poco)
- l'ex Caserma Principe Amedeo sede dei Carabinieri e ora della Gendarmeria, ispirata all'architettura neoclassica tra fine '800 e primi '900
- il centro di Portolago (oggi Lakkì) nell'isola di Lero, sullo stile razionalista italiano anni trenta costruita tra il 1934 e il 1938 ed in cattivo stato di conservazione.

Al censimento del 21 aprile 1936, la popolazione italiana residente nel Dodecaneso risultava composta da 16.711 unità su un totale di 140.848. Nei primi anni della seconda guerra mondiale il Dodecaneso fu importante base navale e circa 40.000 militari italiani erano stanziati nelle isole.
Il Dodecaneso fu teatro di aspri scontri, dopo l'8 settembre 1943, tra italiani e tedeschi, come ad esempio l'eccidio di Kos.
Il governatore italiano, ammiraglio Inigo Campioni, rimase in carica fino al 18 settembre, quando fu deportato dai tedeschi. L'8 maggio 1945 le isole vennero occupate dagli inglesi; successivamente, con il Trattato di pace di Parigi del 10 febbraio 1947, le isole passarono alla Grecia.
Tuttora vi sono molti abitanti delle isole in grado di comprendere la lingua italiana, insegnata fino al 1948 nelle scuole e parlata soprattutto dagli anziani.

### La Seconda guerra mondiale e il dopoguerra
La Campagna italiana di Grecia ebbe inizio il 28 ottobre 1940, quando le truppe dell'esercito italiano, partendo dalle proprie basi albanesi, entrarono in territorio ellenico. Per la prima e unica volta, dalla costituzione dei due Stati nazionali, l'Italia aggredì la Nazione sorella.
Le forze greche riuscirono a contenere l'offensiva iniziale italiana e successivamente anche a contrattaccare. La guerra di posizione in montagna si trascinò fino all'aprile 1941, quando i tedeschi, con una guerra lampo, invasero la Jugoslavia e la Grecia, costringendole in poco tempo alla capitolazione. Con la firma della resa, il paese ellenico venne suddiviso tra le forze italiane, tedesche e bulgare. L'Italia ottenne il controllo della quasi totalità della Grecia continentale, oltre alle isole di Corfù, Zante e Cefalonia e alla parte orientale di Creta. Uno degli episodi più efferati dell'occupazione italiana fu la strage di Domenikon, una violenta azione di rappresaglia commessa dal Regio Esercito italiano che provocò la morte di circa 150 uomini.
Dopo l'8 settembre 1943, nonostante la resistenza e gli episodi di eroismo di molti reparti, gli Italiani furono costretti a cedere il controllo del territorio alla Wehrmacht, notevolmente superiore per armi e mezzi.
Il risultato della sconsiderata aggressione del 1940-43, fu che alla fine della Seconda guerra mondiale, decine di migliaia di civili italiani furono costretti all'esilio dalla Grecia (Corfù, Patrasso, Dodecaneso, e, in particolare, da Rodi). La parte più consistente degli esiliati si stabilì in campi profughi in Puglia, Aversa o a Roma.
I rapporti tra le due nazioni, peraltro, ripresero prontamente, in seguito al riallacciarsi postbellico delle relazioni diplomatiche. Già nel 1952, per i rapporti commerciali, si costituì la Camera di Commercio italo-ellenica, che conta circa 5000 soci. In un edificio storico, di fronte al Politecnico ed al Museo archeologico, si trova l'imponente Istituto italiano di Cultura, nato ad Atene come “Casa d'Italia”, in virtù dell'accordo culturale tra Grecia e Italia, firmato ad Atene l'11 settembre 1954.
Nel 1955 lo Stato Italiano ha acquistato il prestigioso edificio neoclassico costruito negli anni 1870/80 dalla famiglia Psichas su progetto dell'architetto Zieller, ubicato di fronte al Parlamento, sede dell'Ambasciata italiana sin dal 1933.
Notevole diffusione ebbe sin dall'inizio il fenomeno dell'associazionismo italo-greco. Esso ha tra le finalità statutarie quella di mantenere solidi legami con l'Italia e di promuovere la lingua e la cultura italiana in Grecia. La Scuola statale italiana di Atene, ospitata in un imponente ex Convento cattolico, è la vera spina dorsale della comunità degli Italo-greci ed è composta dalla sezione greca e da quella italiana. Nella sezione greca vi sono i corsi del ginnasio e del liceo classico, mentre nella sezione italiana troviamo la Scuola materna, elementare, media e il liceo scientifico. Inoltre svolgono la loro attività alcune Scuole materne italiane private, la Società Dante Alighieri, il Coasit, la Caritas Hellas. Anche alcuni partiti politici italiani sono rappresentati localmente.
Da una relazione dell'Ambasciata di Atene sulla comunità italo-greca, risulta che il 60 per cento dei suoi componenti risiede ad Atene, seguita da Salonicco e ad una certa distanza da Patrasso, Rodi, Corfù e Creta. L'organo che istituzionalmente rappresenta gli italiani in Grecia è il Comites che viene eletto periodicamente da tutti i residenti. La maggior parte dei connazionali risulta ben integrata, grazie alla vicinanza socio-culturale e alla componente locale delle famiglie, formate da molti studenti universitari, poi laureatisi. Gli italiani trasferitisi in Grecia occupano generalmente una buona posizione economica, essendo in molti casi professionisti, commercianti o piccoli imprenditori.